# Daniel Blumenthal (pianiste)
Pour les articles homonymes, voir Daniel Blumenthal (homonymie) et Blumenthal.
Daniel Blumenthal est un pianiste classique américain d'origine allemande, né à Landstuhl (Allemagne) le 23 septembre 1952.

## Biographie
Daniel Blumenthal commence ses études musicales à Paris à l'âge de cinq ans. Plus tard, il étudie à l'Université Américaine de Washington DC, et poursuit ses études à l'Université du Michigan, où il obtient son diplôme. Il obtient ensuite un master et un doctorat d'études musicales à la Juilliard School of Music de New York puis travaille avec Benjamin Kaplan.
Daniel Blumenthal est professeur au Conservatoire royal de musique de Bruxelles, et enseigne au Thy Masterclass Chamber Music Festival au Danemark. En 1995 il est membre du jury du Concours Reine Elisabeth. Daniel Blumenthal donne régulièrement des récitals et des concerts en Europe, aux États-Unis, en Australie. Il a travaillé avec le Worthing Symphony Orchestra en Angleterre, avec l'Orchestre RTBF de la Radio de Bruxelles, avec le Houston Symphony aux États-Unis. Il s'est aussi produit avec le London Symphony Orchestra (2e concerto de Rachmaninov), l'Orchestre National Belge (5e concerto de Beethoven à Bruxelles), l'Orchestre du Capitole de Toulouse, le Royal Liverpool Philharmonic, le BRT à Bruxelles, l'Orchestre de la Radio Hollandaise avec Jean Fournet au Concertgebouw d'Amsterdam, a été acclamé au Queen Elizabeth Hall à Londres, au Carnegie Hall à New York.

## Prix
Daniel Blumenthal a remporté plusieurs concours, dont :
- Le Concours international de piano de Sydney (1981)
- Le Concours Leeds (1981)
- Le Concours international de musique de Genève (1982)
- Le Concours Busoni (1982)
- Lauréat du Concours Reine Élisabeth (1983)

## Enregistrements (sélection)
Parmi ses nombreux enregistrements (plus de 80, dont les compositeurs Schubert, Mozart, Chopin, Prokofiev, Busoni), signalons :
- Gabriel Dupont : Les Heures dolentes, Ed. Cybelia, 1987.
- Robert Fuchs : Sonates pour violoncelle et piano n°1 et 2, violoncelle : Marc Dobrinsky, Ed. Marco Polo, 1992
- Woldemar Bargiel : Suite op. 31; Fantaisies op. 5 et op. 12; Charakterstücke op. 8, Ed. Marco Polo, 1994
- Anton Arenski : Suite pour 2 pianos (n°1 à 5) avec Robert Groslot, Ed. Marco Polo, 1994